# Next to Normal
Next to Normal és un musical rock amb llibret i lletres de Brian Yorkey i música per Tom Kitt. La història tracta una mare que lluita contra un desordre bipolar i l'efecte que la seva malaltia i els intents d'alleujar-la tenen sobre la seva família. El musical també tracte assumptes com el suïcidi, l'abús de fàrmacs, l'ètica en la psiquiatria moderna, i el subtext de la vida als barris residencials.
Next to Normal es va presentar en diversos tallers de teatre abans de debutar Off-Broadway el 2008. Va guanyar el Premi dels Outer Critic's Circle a Millor Música i va ser nominat a Millor Actriu (Alice Ripley) i Millor Música als Premis Drama Desk. Després de la seva estada a l'Off-Broadway, el musical es va representar l'Arena Stage a Crystal City (als afores de Washington, DC) del novembre de 2008 el gener de 2009. 
El musical va estrenar-se a Broadway l'abril de 2009. Va ser nominat a onze Premis Tony i va guanyar-ne tres, (Millor Música, Millor Orquestració i Millor Actriu Protagonista d'un Musical per a Alice Ripley). També va guanyar el Premi Pulitzer per Teatre, i és el vuitè musical en rebre'l. L'anterior musical a guanyar el Pulitzer era RENT, el 1996, també dirigit per Michael Greif. En atorgar el premi a Kitt i Yorkey, el comitè dels Pulitzer va nomenar l'espectacle «un musical rock potent que tracta amb la malaltia mental dins una família d'un barri residencial, estenent la diversitat i importància dels temes als musicals».
La gira als Estats Units va començar el novembre de 2010, amb Alice Riley reprenent el seu personatge. La gira va concloure el juliol de 2011. La producció de Broadway  va tancar el gener de 2011 després de més de 700 representacions. Des d'aleshores s'ha produït en països com Argentina, Itàlia o Corea.

## Argument

### Acte I
Diana Goodman queda desperta tard, en esperar el seu fill, Gabe, que no va respectar el toc de queda i topa amb la seva filla perfecte, la Natalie. De sobte és l'endemà i Dan, el marit de Diana es desperta per preparar la família per un dia més («Just Another Day»). Tot sembla normal fins que Dan i Natalie s'adonen que els entrepans que fa Diana cobreixen totes les superfícies de la cuina. Mentre Dan ajuda Diana, els nens corren cap a l'escola i, en el cas de Natalie, es tanca al seu refugi personal: l'aula d'assaig on hi ha un piano («Everything Else»). L'interromp Henry, un company de classe a qui li agrada escoltar-la mentre toca i està clarament interessat en ella.
Durant les setmanes següents, Diana visita regularment el seu metge, mentre Dan espera al cotxe, preguntant-se com aguantar amb tot el panorama que té a casa («Who's Crazy / My Psychopharmacologist and I»). Diana pateix setze anys un desordre bipolar amb al·lucinacions. El metge Fine li ajusta constantment la medicació fins que diu que ja no pot sentir res, punt en què la declara estable. Natalie i Henry són cada cop més propers, fins que ell li declara el seu amor («Perfect For You») i es besen per primer cop. Diana ho veu i s'adona que els seus millors anys han quedat al passat, però troba a faltar els alts i baixos de la seva vida («I Miss the Mountains»). Amb el suport del seu fill, llança la medicació.
Unes setmanes després, Dan espera impacient l'hora del sopar («It's Gonna Be Good») i convida Henry en contra de l'opinió de Natalie. Quan Diana apareix amb un pastís d'aniversari pel seu fill, Dan i Natalie queden omplerts de tristesa. Dan acosta Diana i li recorda que el seu fill va morir fa setze anys, quan era tan sols un nadó («He's Not Here»). Li proposa tornar a la consulta del metge, però Diana s'hi nega, argumentant que ell no pot sentir tot el dolor que sent («You Don't Know»). Dan intenta convèncer-la per tal que confii en ell, però apareix Gabe i convenç la seva mare que no confii en Dan («I Am the One»). La Natalie, a la seva habitació, és furiosa contra Henry i es nega a acceptar les disculpes de la seva mare, mentre el seu germà s'ho mira i la provoca («Superboy and the Invisible Girl»).
Uns dies més tard, Diana comença a treballar amb el metge Madden, provant un tractament lliure de fàrmacs. Mentre Gabe intenta fer valer la seva presència («I'm Alive»), Dan i Natalie es pregunten si realment la teràpia funciona. Després d'una discussió, Natalie comença a prendre els fàrmacs de la seva mare. El metge Madden proposa a Diana una sessió d'hipnosi per descobrir l'arrel del seu trauma («Make Up Your Mind / Catch Me I'm Fallin'»). La teràpia té un efecte important sobre la seva vida i Natalie explota durant un recital de piano quan s'adona que la seva mare no hi és. Finalment, Diana decideix que és el moment de deixar partir el seu fill. Va a casa per llançar les coses del seu fill, i s'atura amb una caixeta de música («I Dreamed a Dance»). Gabe balla amb ella i la convida a anar-se'n amb ell («There's a World»). Aleshores ella intenta suïcidar-se.
A l'hospital, Diana està sedada i lligada, amb marques de talls als canells. El metge Madden explica a Dan que la teràpia de xoc és un procediment estàndard després que un pacient resistent a la medicina s'hagi intentat suïcidar. Dan se'n va a casa a netejar el merder de Diana i gairebé perd el nord («I've Been»). L'endemà, Diana s'enfronta el doctor Madden i rebutja el tractament («Didn't I See This Movie?»). Dan arriba i la convenç que potser és la seva última esperança («A Light in The Dark»).

### Acte II
Diana rep una serie de tractaments de teràpia de xoc durant dues setmanes. Mentrestant, Natalie es perd als clubs i a les drogues, compartint una al·lucinació amb la seva mare («Wish I Were Here»). Diana torna a casa, però ha perdut dinou anys de memòria («Song of Forgetting»). A l'escola, Henry parla amb Natalie i li demana per què l'ha evitat, i la convida al ball de primavera («Hey #1»).
Dan i Diana visiten el metge, que els assegura que una petita pèrdua de memòria és normal («Seconds and Years») i aconsella que facin servir fotos i records per ajudar Diana a recuperar-la. Dan reuneix la família per fer-ho («Better Than Before»), però quan Natalie treu la caixeta de música d'una pila, ell la llança. Gabe apareix, sense ser vist («Aftershocks»), mentre Diana explica a Dan que hi ha una cosa que no reïx recordar. Quan Henry apareix cercant Natalie, Diana es queda parada, estudiant la seva cara i preguntant-li l'edat. Li recorda a algú. Henry, però, puja corrents a l'habitació de Natalie per convèncer-la perquè l'acompanyi al ball la nit següent («Hey #2»).
La Diana torna a veure el doctor («You Don't Know» – reprise) que l'aconsella parlar amb el seu marit per explorar la seva història. Torna a casa i troba la caixeta de música mentre rebusca entre les coses. Dan intenta aturar-la, però el record del seu fill li torna immediatament al cap («How Could I Ever Forget?»). Confessa que recorda el seu fill com un adolescent i pregunta a Dan pel seu nom, però ell es nega a respondre i insisteix que necessiten més tractament («It's Gonna Be Good» – reprise). Henry arriba per recollir Natalie, que s'ha vestit pel ball, just a temps per veure com Dan arranca la caixeta de música de les mans de Diana i la llança per terra, trencant-la en mil bocins.
Diana li demna a Dan per què encara segueix al seu costat després de tots els problemes que li ha causat, mentre la Natalie li pregunta el mateix a Henry («Why Stay?»). Dan li respon, amb l'eco d''Henry, que es quedaran sempre al seu costat («A Promise»). Aleshores torna a aparèixer Gabe («I'm Alive» – reprise), cosa que fa que Diana torni a veure el metge Madden.
Diana pregunta al doctor què pot fer si la medicació no funciona. Amb aquesta pregunta s'adona que no és el seu cervell el que li fa mal, sinó la seva anima («The Break»). El doctor assegura que la recaiguda és molt comuna i proposa més teràpia de xoc («Make Up Your Mind / Catch Me I'm Falling» – reprise). El rebutja, tot i la insistència del doctor, i surt de la consulta. La Natalie, que esperava la seva mare fora, es va preocupar per saber que la seva mare ha deixat el tractament. Diana s'explica i s'obra a la seva filla per primer cop («Maybe – Next to Normal») i l'anima a anar corrents al ball, on l'espera en Henry per animar-la («Hey #3 / Perfect For You»).
Natalie arriba a casa i troba el seu pare assegut sol a les fosques, plorant. L'anima i encén el llum de l'habitació, prometent-li que se'n sortiran («Light»). Henry arriba per estudiar. Natalie li diu que la seva mare se n'ha anat a viure amb els seus pares. Dan visita el doctor per tal de parlar sobre Diana, però en canvi li dona el nom d'un altre psiquiatre. Diana apareix, sola i encara amb dolor, però plena d'esperança.

## Números musicals
| Act I - «Prelude» – Orquesta - «Just Another Day» – Diana, Natalie, Gabe, Dan - «Everything Else» – Natalie - «Who's Crazy» / «My Psychopharmacologist and I» – Dan, Doctor Fine, Diana - «Perfect for You» – Henry, Natalie - «I Miss the Mountains» – Diana - «It's Gonna Be Good» – Dan, Natalie, Henry, Diana - «He's Not Here» – Dan - «You Don't Know» – Diana - «I Am the One» – Dan, Gabe, Diana - «Superboy and the Invisible Girl» – Natalie, Diana, Gabe - «I'm Alive» – Gabe - «Make Up Your Mind» / «Catch Me I'm Falling» – Doctor Madden, Diana, Dan, Natalie, Gabe, Henry - «I Dreamed a Dance» – Diana, Gabe - «There's a World» – Gabe - «I've Been» – Dan, Gabe - «Didn't I See This Movie??» – Diana - «A Light in the Dark» – Dan, Diana | Act II - «Wish I Were Here» – Diana, Natalie - «Song of Forgetting» – Dan, Diana, Natalie - «Hey #1» – Henry, Natalie - «Seconds and Years» – Doctor Madden, Dan, Diana - «Better Than Before» – Doctor Madden, Dan, Natalie, Diana - «Aftershocks" – Gabe - «Hey #2» – Henry, Natalie - «You Don't Know» (Reprise) – Diana, Doctor Madden - «How Could I Ever Forget?» – Diana, Dan - «It's Gonna Be Good» (Reprise) – Dan, Diana - «Why Stay?» / «A Promise» – Diana, Natalie, Dan, Henry - «I'm Alive» (Reprise) – Gabe - «The Break» – Diana - «"Make Up Your Mind» / «Catch Me I'm Falling» (Reprise) – Doctor Madden, Diana, Gabe - «Maybe (Next to Normal)» – Diana, Natalie - «Hey #3» / "Perfect for You" (Reprise) – Henry, Natalie - «So Anyway» – Diana - «I Am the One» (Reprise) – Dan, Gabe - «Light» – Diana, Dan, Natalie, Gabe, Henry, Doctor Madden |

## Repartiment
Nota: A sota hi ha els repartiments principals de les produccions oficials més importants del musical.
|                        | Off-Broadway       | Broadway (estrena) | Broadway (última funció) | Gira Nacional EUA  | Barcelona        |
| ---------------------- | ------------------ | ------------------ | ------------------------ | ------------------ | ---------------- |
| Diana Goodman          | Alice Ripley       | Alice Ripley       | Marin Mazzie             | Alice Ripley       | Nina             |
| Dan Goodman            | Brian d'Arcy James | J. Robert Spencer  | Jason Danieley           | Asa Somers         | Nando González   |
| Natalie Goodman        | Jennifer Damiano   | Jennifer Damiano   | Meghann Fahy             | Emma Hunton        | Jana Gómez       |
| Gabriel "Gabe" Goodman | Aaron Tveit        | Aaron Tveit        | Kyle Dean Massey         | Curt Hansen        | Guido Balzaretti |
| Henry                  | Adam Chanler-Berat | Adam Chanler-Berat | Adam Chanler-Berat       | Preston K. Sadleir | Fabio Arrante    |
| Fine/Madden            | Asa Somers         | Louis Hobson       | Louis Hobson             | Jeremy Kushnier    | Roger Berruezo   |

## Controvèrsia amb el Premi Pulitzer
Next to Normal va guanyar el Pulitzer per Teatre el 2010 tot i no ser a la llista dels tres candidats enviada als membres del comitè. El cap del jurat i crític Charles McNulty va criticar públicament el comitè per ignorar les tres obres candidates pel fet de no estar en cartell al moment de decidir el premi a favor de la que sí que ho estava.

## Premis i nominacions

### Producció Original de l'Off-Broadway
| Any  | Premi            | Categoria                   | Candidat     | Resultat |
| ---- | ---------------- | --------------------------- | ------------ | -------- |
| 2008 | Premi Drama Desk | Millor Actriu en un Musical | Alice Ripley | Nominat  |
| 2008 | Premi Drama Desk | Millor Música               | Tom Kitt     | Nominat  |

### Producció Original de Broadway
| Any  | Premi                    | Categoria                                | Candidat                    | Resultat  |
| ---- | ------------------------ | ---------------------------------------- | --------------------------- | --------- |
| 2009 | Premi Tony               | Millor Musical                           | Millor Musical              | Nominat   |
| 2009 | Premi Tony               | Millor Guió de Musical                   | Brian Yorkey                | Nominat   |
| 2009 | Premi Tony               | Millor Musica                            | Tom Kitt i Brian Yorkey     | Guanyador |
| 2009 | Premi Tony               | Millor Actor Protagonista d'un Musical   | J. Robert Spencer           | Nominat   |
| 2009 | Premi Tony               | Millor Actriu Protagonista en un Musical | Alice Ripley                | Guanyador |
| 2009 | Premi Tony               | Millor Actriu Secundària en un Musical   | Jennifer Damiano            | Nominat   |
| 2009 | Premi Tony               | Millor Director d'un Musical             | Michael Greif               | Nominat   |
| 2009 | Premi Tony               | Millor Orquestració                      | Michael Starobin i Tom Kitt | Guanyador |
| 2009 | Premi Tony               | Millor Escenografia                      | Mark Wenland                | Nominat   |
| 2009 | Premi Tony               | Millor Disseny de Llum                   | Kevin Adams                 | Nominat   |
| 2009 | Premi Tony               | Millor Disseny de So                     | Brian Ronan                 | Nominat   |
| 2010 | Premi Pulitzer de Teatre | Premi Pulitzer de Teatre                 | Premi Pulitzer de Teatre    | Guanyador |